# Opuntia littoralis
Opuntia littoralis ist eine Pflanzenart in der Gattung der Opuntien (Opuntia) aus der Familie der Kakteengewächse (Cactaceae). Das Artepitheton littoralis stammt aus dem Lateinischen und bedeutet ‚Litoral‘ Englische Trivialnamen sind „Coastal Prickly Pear“ und „Sprawling Prickly Pear“.

## Beschreibung
Opuntia littoralis wächst strauchig, ist ausgespreizt bis etwas aufrecht, erreicht Wuchshöhen von 30 bis 60 Zentimeter und wird bis zu 1 Meter und mehr breit. Die glauk-grünen, verkehrt eiförmigen bis elliptischen bis kreisrunden Triebabschnitte sind 7 bis 30 Zentimeter lang und 5 bis 10 Zentimeter breit. Die Areolen stehen 1,5 bis 3 Zentimeter voneinander entfernt. Die gelben, ockerlichen oder braunen Glochiden sind bis zu 4,5 Millimeter lang. Es sind ein bis elf ausgebreitete bis zurückgebogene, gerade bis gebogene, braune, ockerliche, graue oder gelbe Dornen vorhanden, die selten auch fehlen. Die Dornen sind 2,5 bis 7 Zentimeter lang.
Die Blüten sind gelb mit einer roten oder magentafarbenen Basis oder gelegentlich rosapurpurfarben oder magentafarben. Sie erreichen eine Länge von 5 bis 7,5 Zentimeter und ebensolche Durchmesser. Die verkehrt eiförmigen rötlichen bis rötlich purpurfarbenen Früchte sind fleischig. Sie sind bis zu 4 Zentimeter lang und weisen Durchmesser von 2,5 bis 3,8 Zentimeter auf.

## Verbreitung, Systematik und Gefährdung
Opuntia littoralis ist in den Vereinigten Staaten im Süden des Bundesstaates Kalifornien sowie in den mexikanischen Bundesstaaten Baja California und Baja California Sur in Höhenlagen von 10 bis 400 Metern verbreitet.
Die Erstbeschreibung als Opuntia engelmannii var. littoralis erfolgte 1876 durch George Engelmann. Theodore Dru Alison Cockerell erhob die Varietät 1905 in den Rang einer Art. Weitere nomenklatorische Synonyme sind Opuntia lindheimeri var. littoralis (Engelm.) J.M.Coult. (1896), Opuntia engelmannii f. littoralis (Engelm.) Schelle (1907), Opuntia ×occidentalis var. littoralis (Engelm.) Parish (1925) und Opuntia occidentalis var. littoralis (Engelm.) Parish ex Jeps. (1925).
In der Roten Liste gefährdeter Arten der IUCN wird die Art als „Least Concern (LC)“, d. h. als nicht gefährdet geführt. Die Entwicklung der Populationen wird als stabil angesehen.

## Nachweise